# جمال الرميلي
الرميلي جمال بن عمار
ولد عام 1968 بالمحمل خنشلة - الجزائر .
حاصل على مستوى نهائي آداب .
اشتغل بالصحافة خمس سنوات, ثم انصرف للأعمال الحرة .
شارك في أكثر من خمسين ملتقى أدبياً وفكريا .
دواوينه الشعرية: طلقة في وجه السديم 2001 .
حصل على جائزة القلم الذهبي من جريدة أوراس 1995 .

## من مؤلفاته
طلقة في وجه السديم صدر عن دار هومه في 2001
لزهرتي عمرها الثاني عن دار المعرفة 

## من اشعاره
إنا هنا قد نعيش الهم مزودجاً ...وليس إلاك يا أوراس مدخر
فالواقع المرُّ مستلقٍ على جسدي ...وطفرة الأمس لا حسٌّ ولا خبر
ماذا تبقَّى وقد بيعت أصالتنا ...خلف البحار, وحتى السمع والبصر?
ماذا تبقَّى وقد صرْنا علانيةً ...نهذي.. يضاجعنا الإحباط والضجر?
ماذا أقول وجرح الأمس منتصب...في عمق ذاكرتي يشكو وينفجر?
يلوب في مقل الأيتام منتحباً ...في هُدْب عاشقة يحتله السهر
في عين رائعةٍ تؤوي غياهبنا...عمي البصائر لا نجمٌ ولا سَحَر